# زراعة الأنسجة النباتية

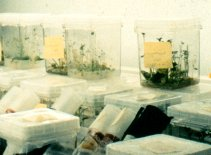

زراعة الأنسجة النباتية (بالإنجليزية: Plant tissue culture) هي مجموعة تقنيات تُستخدم للحفاظ على الخلايا النباتية أو الأنسجة أو الأعضاء، أو تنميتها تحت ظروف عقيمة على بيئة زراعة غذائية معروفة التركيب. تُستخدَم على نطاق واسع لإنتاج نسائل من النبات في تقنية تُعرَف باسم الإكثار الدقيق. يمكن أن تقدم التقنيات المختلفة لزراعة الأنسجة النباتية ميزات تتفوق على أساليب الإكثار التقليدية ومن بينها:
- إنتاج نسخ مطابقة تمامًا من النباتات التي تُنتج أزهارًا وثمارًا جيدة وتمتلك صفات مرغوبة.
- إنتاج النباتات الناضجة بشكل سريع.
- إكثار النباتات في غياب البذور ودون الحاجة إلى ملقحات لإنتاج البذور.
- تخليق نبات كامل ابتداءً من خلاياه التي سبق إجراء تعديلات وراثية عليها.
- إنتاج نباتات في مستوعبات عقيمة ما يسمح بنقلها مع التقليل بشكل كبير من فرص نقل الأمراض أو الآفات أو الممرضات.
- إنتاج نباتات من البذور التي لديها فرص منخفضة للغاية بالإنتاش والنمو مثل نباتات الأوركيد والنابنط.
- لاستبعاد الإصابات الفيروسية أو الإصابات الأخرى من النباتات ومكاثرة تلك النباتات بسرعة لتكون أصولًا نظيفة لكي تُستَخدَم في البستنة والزراعة.

تعتمد زراعة الأنسجة النباتية على حقيقة أن العديد من الخلايا النباتية تمتلك القدرة على إعطاء نبات كامل (خلايا جنينية). يمكن استخدام الخلايا المفردة أو الخلايا النباتية عديمة الجدر (البروتوبلاست) أو أجزاء من الأوراق أو السوق أو الجذور عادةً لإنتاج نبات جديد على وسط زراعة يوفر المغذيات والهرمونات النباتية المطلوبة.

## التطبيقات
تُستخدم زراعة الأنسجة النباتية على نطاق واسع في العلوم النباتية والحراج والبستنة. تتضمن التطبيقات:
- الإنتاج التجاري للنباتات المستخدمة في زراعة الأصص والمناظر الطبيعية وإنتاج الأزهار، من خلال زارعة الخلايا الميرستيمية والأفرع لإنتاج أعداد كبيرة من الأفراد المطابقة.
- لحفظ الأنواع النباتية النادرة أو المهددة بالانقراض.[1]
- قد يستخدم مربو النبات زراعة الأنسجة لاختبار الخلايا بدلًا من النباتات بحثًا عن الصفات المرغوبة مثل مقاومة أو تحمل مبيدات الأعشاب.[2]
- زراعة الخلايا النباتية على نطاق واسع في أوساط زراعة مائية في المفاعلات الحيوية لإنتاج مركبات قيمة، مثل المستقلبات الثانوية النباتية والبروتينات المؤشَّبة التي تُستخدَم بصفتها أدوية حيوية.[3]
- لتهجين الأنواع المتباعدة وراثيًا عن طريق دمج البروتوبلاست واصطناع هجين جديد.
- لدراسة الأسس الجزيئية للآليات الفيزيولوجية والبيوكيميائية والتكاثرية بسرعة في النباتات، مثل الانتخاب في الزجاج للنباتات المتحملة للإجهاد.
- في التلقيح التصالبي للأنواع المتباعدة وراثيا ومن ثم إجراء زراعة أنسجة للجنين الناتج الذي كان سيموت في ما لو تُرِكَ بشكل طبيعي (إنقاذ الجنين).
- لمضاعفة الصبغيات وتحفيز تعدد الصيغة الصبغية، على سبيل المثال الصيغة الصبغية الأحادية المضاعفة، والصيغة الصبغية الرباعية وأشكال أخرى من تعدد الصيغة الصبغية. يمكن تحقيق ذلك عادةً من خلال المركبات المضادة للاختزال مثل الكولشيسين والأوريزالين.[4]
- لاستخدام الأنسجة في التحوير الوراثي، فيتبع تلك العملية اختبار قصير المدى للبنى الوراثية أو إنتاج نباتات معدلة وراثيًا.
- يمكن أن تستخدم بعض التقنيات مثل زراعة القمم الميرستيمية لإنتاج مواد إكثار نباتية انطلاقًا من أصول مصابة بالفيروسات، مثل قصب السكر والبطاطا والعديد من أنواع نباتات الفاكهة.[5]
- إنتاج أنواع هجينة مطابقة.
- إنتاج البذور الاصطناعية على نطاق واسع من خلال تخليق الأجنة الخضرية.[6]
- البذور الاصطناعية - وهي أجنة خضرية محاطة بسويداء وغلاف بذرة اصطناعيين.